# 徳間康快
徳間 康快（とくま やすよし、1921年10月25日 - 2000年9月20日）は、日本の実業家・映画プロデューサー。日本映画テレビプロデューサー協会、日本雑誌協会、各会員。 
株式会社徳間書店社長（初代）、徳間ジャパンコミュニケーションズ社長、大映株式会社社長、徳間プレスセンター社長、学校法人逗子開成学園理事長（第5代）、逗子開成高等学校校長（第12代）、株式会社スタジオジブリ社長（初・3代）、東京都写真美術館館長（第3代）などを歴任した。他に社団法人日本映画製作者連盟理事、社団法人日本レコード協会理事、東京国際映画祭ゼネラルプロデューサーなど。

## 来歴・人物
神奈川県横須賀市生まれ。
逗子開成中学校を経て、早稲田大学商学部卒業。青年期は日本共産党に入党していた。1943年に読売新聞社（現・読売新聞東京本社）に入社したが読売争議により1946年、2年半で同社を退社。同盟通信を退いた松本重治の民報で社会部次長となるが1948年に倒産。
友人である中野達彦（中野正剛の息子）が社長の出版社「真善美社」の専務となるが、すぐに倒産。緒方竹虎副総理の紹介で、1950年、新光印刷の社長に29歳で就任。新光印刷の副社長は友人・中野達彦だった。新光印刷は、後に、やはり徳間が経営していた日本写真製版株式会社を吸収して、新光印刷工業株式会社となり、のち徳間プレスセンターとなった。
その後、1953年、読売新聞時代の友人・竹井博友が社長をしていた日東新聞副社長になる。やはり竹井が経営していた週刊誌「アサヒ芸能新聞」（アサヒ芸能新聞社から発行）が、日東新聞の不振のため1954年2月で休刊になっていた経営を引き受け、1954年3月に、株式会社「東西芸能出版社」の社長となり、「アサヒ芸能新聞」を1954年4月から再刊。1956年に「アサヒ芸能新聞」の売れ行き不振のため、銀行から融資停止の連絡が届き、従来のタブロイド版からB5判の一般週刊誌「週刊アサヒ芸能」として1956年10月から発行開始。「二流」を自認した庶民派の編集方針で人気雑誌とする。1958年、社名を株式会社「東西芸能出版社」から株式会社「アサヒ芸能出版」に変更して、引き続き社長。
1961年、総合出版会社を目指して新たに徳間書店を創設、「アサヒ芸能出版」と二社体制となった。1967年に徳間書店と「アサヒ芸能出版」が合併して、徳間書店として一本化した。
また遠藤実のミノルフォン音楽工業を引き受け、五木ひろしとの出会いからレコード業界にも名乗りを上げ、徳間音楽工業と社名変更した（のち徳間ジャパン）。1973年グループ17番目の事業として東京タイムズの経営に着手、大映買収にも成功した（後述）。
また「現代史の記録」を目的として1972年に、現代史資料出版センターを設立、翌73年、現代史出版会と改名（同社には和多田進がいた）し、1984年まで出版活動を行った。
母校である逗子開成中学校・高等学校を運営する逗子開成学園の理事長や、東京都写真美術館の館長なども務めた。
2000年9月20日午後6時17分に日本医科大学付属病院で死去（78歳没）。

### 教育事業
1980年代には、母校を運営する逗子開成学園の理事に就任した。当時の逗子開成学園は「八方尾根遭難事故」訴訟への対応を巡って混乱していたが、徳間は早期解決を主張し問題解決に尽力した。
学校の管理責任を巡り、八方尾根で遭難し犠牲となった生徒の遺族と、逗子開成学園理事長ら学校側との間で主張が対立しており、教職員らもどちらの主張を支持するのかで意見が分かれ、学園を二分する事態となっていた。問題解決に消極的な他の役員らを尻目に、徳間は解決を目指し積極的に活動する。のちに遺族との間で和解が成立すると、事態の混乱を招いた理事長らは退任することになった。その結果、この事態を収めた徳間が1984年2月20日に理事長に就任し、以来、死去するまで務めた。また、同年10月1日には逗子開成中学校の校長に就任し、1989年1月まで務めた。
理事長就任後は「逗子開成を日本一の学校にするんだ」と主張し、新たな教育目標の制定や積極的な施設整備など改善策を次々と打ち出し、学園の再建に尽くすとともに、逗子開成中学校の生徒募集を再開させた。

### 文化的事業
「美術館の見直しと活性化」を公約に掲げた東京都知事石原慎太郎から要請され、2000年4月1日付で東京都写真美術館の館長に就任した。ほとんど使用されていなかったホールの整備を指示し、美術館としての特色を生かした映画館としてリニューアルさせた。オープン目前で徳間が死去したものの、資生堂会長の福原義春が後任の館長としてオープンさせた。

## エピソード
- 名前は、親しみを込めて「康快」を「ごうかい」と読まれることもある。
- 良く言えば豪快、悪く言えばワンマンな性格で知られ、かつての大映社長永田雅一が「永田ラッパ」と言われたのに倣って「徳間ラッパ」とも言われた。大映の買収後は、映画界から退いた永田を『君よ憤怒の河を渉れ』のプロデューサーとして復帰させた。
- フジテレビの名物プロデューサー・横澤彪は、労働組合争議を闘ったことから、左翼嫌いの経営者・鹿内信隆によって子会社の出版社に左遷、冷遇されていた時期があった。そのころ横澤と徳間がたまたま出会って親密になり、「売れる本はどういう本かわかるかね？」と尋ねる徳間に対し横澤が「わかりません」と答えると、徳間は「売れる本は『タイトル』にこだわり工夫をこらすことだよ。つまり客は本屋に行く→おもしろそうなタイトルの本があれば手にとる→客は全部本読む暇がないから本をペラペラめくる→そして本当に面白そうな本ならそこで買うんだよ」と助言した。その後、横澤はフジテレビ本体に復帰し「THE　MANZAI」「オレたちひょうきん族」「笑っていいとも」「欽ドン！良い子　悪い子　普通の子」など数々の大ヒット番組を生み出すが、徳間の助言を参考にしたのか、いずれの番組企画時にもそのタイトルにはかなりのこだわりを見せたという。
- 早川書房と不仲になっていたベテランSF作家たちを集めて、日本初の、日本人作家によるSF作品専門雑誌『SFアドベンチャー』を創刊させ、また日本SF大賞のスポンサーとなった。
- 読売新聞社経済部記者の氏家齊一郎、政治部記者の渡邉恒雄と親しく、生涯その盟友関係を保った。

### 映画関連
- 映画界への進出は岡田茂東映社長を足掛かりにしたものだった[4]。徳間は古くから付き合いである盟友・岡田を1971年末に訪ね[24]、「実は大映の永田さんのあとを引き継ぎたいと思っているのだが、意見を聞かせてほしい。ただしもうひとり対抗馬がいる。私はどうしても映画をやりたい。出版・映画・新聞・音楽などのあらゆるメディアでマスコミ界の三冠王、四冠王になりたいんだ」と訴え、岡田から「出来るだけ協力はする」と約束を取り付けた[4][25]。しかし徳間のいう対抗馬とは、トリオ（現・JVCケンウッド）の再建に取り組んでいた坪井一郎社長で、坪井は岡田の旧制広島高等学校の四年先輩にあたり、岡田も徳間と同じ相談を坪井から先に受けていた[4][24]。結局、岡田は徳間の熱意を買い、徳間を推することにした[24]。1973年、岡田と徳間は一緒に『山口組三代目』を製作[16][26]。同年『テレビランド』を岡田と交渉し徳間書店に移し[27]、1973年5月、岡田と徳間で企画した成人向け劇画雑誌『コミック&コミック』（『別冊アサヒ芸能 コミック&コミック』）を創刊した[28]。同誌は東映の映画監督が原作を担当し[28][29][30]、劇画として掲載した後、それを映画化するという角川春樹より先にメディアミックスを展開させたものだった[16][28]。大塚英志は「岡田茂と徳間康快という二人の怪物による『コミック&コミック』は『ナウシカ』と地続きだと思える」と論じている[28]。1974年に徳間は大映を買収した後、日本映画製作者連盟（以下、映連）に入れてくれないかと岡田に頼んできた[16][31]。徳間は劇場を持っておらず、「我々（東映・東宝・松竹）三社とは違う」と、はじめはダメだと断ったが、何度も頼みに来るので結局入会を認めた[16][31]。映連の主要メンバーは東映・岡田社長、東宝・松岡功社長、にっかつ・根本悌二社長、松竹・大谷隆三社長で、これに徳間が加わり「社長会」が開かれようになった[16]。徳間は岡田と特に仲がよく名コンビを組む[32][33]。岡田は徳間を「ライバルでもあり、パートナーでもあり、友人でもありました」と述べている[16]。日本映画監督協会や日本俳優連合を始め、多くの団体が著作権問題で迫ると映連の会長だった岡田を徳間がフォローした[32][34]。徳間は岡田を"刎頸の友"と表現している[35]。
- 中国との文化交流にも熱心で戦後初の日中合作映画『未完の対局』を手掛け、竹内好責任編集の雑誌『中国』を発行。また、文化大革命終結後に、中国での日本映画祭と日本での中国映画祭を積極的にすすめ、1970年代の中国における熱狂的な日本映画ブームを生み出す起動力となった[1]。日中合作の超大作『敦煌』もその熱意で実現し、盟友の岡田の協力で原作の映画化権を小谷正一から手に入れた[36]。
- 徳間は映画の製作資金を集めるのが上手く、五千万円を借りに行ったとすると、上手に相手をその気にさせ一億円を引き出す話にしてしまい、向こうが冷静になって、二の足を踏む気配を感じると「じゃあ社長の顔を立てて半分の五千万円で手を打ちましょう」と言ってその場で出資を決めてしまう、その点、彼は一流のプロデューサーでした、と岡田茂は述べている[16]。

### ジブリ関連
- アニメーションにも造詣が深く、当時はまだ一般的には無名だった宮崎駿を「大物」と認めて、『風の谷のナウシカ』を製作するチャンスを与えた。スタジオジブリ設立時にも出資して初代社長となり、その後も宮崎や高畑勲の作品制作を支援した。
- 宮崎によれば、『天空の城ラピュタ』制作時に資金繰りで行き詰まりかけ徳間に相談したところ、「『カネ』ならいくらでもあるぞ！『銀行に』（笑い）」と助言されたという。鈴木敏夫は、徳間が銀行から金を借りるのは「ほんとうにうまかった」と述べている[37]。
- 『となりのトトロ』では当初東宝が赤字を危惧して配給に消極的だったところ、徳間が「ならば東宝には『敦煌』を配給しない」と切り返し、紆余曲折の末『火垂るの墓』との同時上映という形で無事配給にこぎ着けた[38]。鈴木は、徳間が文芸作品を娯楽映画にする夢を持っていたとし、徳間としての思いはむしろ『敦煌』にあったのではないかと述べている[38]。
- 徳間はともに自らが出資する『おろしや国酔夢譚』を『紅の豚』の直前に公開し、『紅の豚』のプロデューサーだった鈴木に「勝負だ」と持ちかける子どもっぽい面もあった[38]。また、宮崎駿からは押井守を「天才少年がいます」と監督に推薦されており[39]、『天使のたまご』を製作するチャンスを与えた。
- 1984年の『風の谷のナウシカ』は、配給する東映にとっては当初マイナー作品の扱いで熱が入ってなかったが[40]、徳間が岡田に「もっと力を入れて欲しい」と頼み、岡田が現場に尻を叩いた[40]。東京国際映画祭では岡田からの指名で徳間が第4回からゼネラル・プロデューサー（GP）を務めた[41][42][43]。徳間がGP就任以降、同映画祭は毎年開催されるようになった[41][43]。同映画祭は岡田や瀬島龍三らを中心に創設されたため[44]、徳間は瀬島とも付き合うようになった[42][45]。宮澤喜一の首相就任は徳間のサゼッションがあったともいわれる[42]。岡田は徳間の功績として「何といっても、アニメの宮崎駿を登用した点でしょう。彼はもともとウチの動画にいたんだが（中略）結局やめてしまった。今にして思えば、惜しいことをしたと思うけれども、それを徳間が拾い上げた。（中略）ウチもそうだが、確実な収益を期待したら、アニメのターゲットは子供向けになってしまう。万が一、映画でコケても、キャラクター・グッズの売上げで補填することができますから。ところが徳間は、最初から大人の鑑賞に耐えられる作品を創ろうとした。これが、宮崎駿の才能の開花に繋がったのだからね」などと述べている[16]。

## 賞歴
- 1972年、ブルガリア共和国マダルスキー・コニク勲二等国家勲章
- 1978年、ユーゴスラビア共和国国旗勲章金星中綬章
- 1978年、藍綬褒章
- 1982年、日本映画テレビプロデューサー協会賞 「未完の対局」製作
- 1983年、第2回藤本賞：「未完の対局」製作
- 1988年、山路ふみ子文化財団特別賞
- 1989年、第8回藤本賞  「敦煌」「となりのトトロ」
- 1989年、第12回日本アカデミー賞特別賞企画賞受賞[46]、エランドール賞エランドール協会賞
- 1991年、国際交流基金特別表彰
- 1993年、第12回藤本賞 「おろしや国酔夢譚」「紅の豚」
- 1996年、毎日映画コンクール50周年記念特別功労章、勲二等瑞宝章[47]
- 1998年、第17回藤本賞 「もののけ姫」
- 1998年、第21回日本アカデミー賞会長功労賞受賞　「もののけ姫」
- 2001年、第43回ブルーリボン賞特別賞
- 2001年、エランドール賞エランドール特別賞
- 2001年、第55回毎日映画コンクール特別賞[48]
- 2001年、第24回日本アカデミー賞会長功労賞受賞
- 2001年、マスコミ功労者顕彰[49]

## 作品

### 映画
- 金環蝕（1975年） - 製作
- 君よ憤怒の河を渉れ（1976年） - 製作協力
- ダイナマイトどんどん（1978年） - 総指揮
- 黄金の犬（1979年） - 製作総指揮・総指揮
- 未完の対局（1982年） - 製作
- 雪華葬刺し（1982年） - 製作
- 風の谷のナウシカ（1984年） - 製作総指揮
- 戦国魔人ゴーショーグン 時の異邦人（1985年） - 製作
- ネオ・ヒロイック・ファンタジア アリオン（1986年） - 製作
- 天空の城ラピュタ（1986年） - 製作総指揮
- 首都消失（1987年） - 製作
- となりのトトロ（1988年） - 製作総指揮
- 敦煌（1988年） - 製作総指揮
- 魔女の宅急便（1989年） - 製作総指揮
- 遥かなる甲子園（1990年） - 製作総指揮
- 菊豆（1990年） - 製作総指揮
- おもひでぽろぽろ（1991年） - 製作
- 紅の豚（1992年） - 製作総指揮
- おろしや国酔夢譚（1992年） - 製作総指揮
- まあだだよ（1993年） - ゼネラル・プロデューサー
- 平成狸合戦ぽんぽこ（1994年） - 製作
- キャンプで逢いましょう（1995年） - 製作指揮
- 耳をすませば（1995年） - 製作総指揮
- ガメラ 大怪獣空中決戦（1995年） - 製作総指揮
- Shall we ダンス?（1996年） - 製作総指揮
- ガメラ2 レギオン襲来（1996年） - 製作総指揮
- もののけ姫（1997年） - 製作総指揮
- 卓球温泉（1998年） - 製作総指揮
- ガメラ3 邪神覚醒（1999年） - 製作総指揮
- 回路（2000年） - 製作総指揮
- 式日（2000年） - 製作総指揮
- 漂流街（2000年） - 製作総指揮
- 千と千尋の神隠し（2001年） - 製作総指揮
- コロの大さんぽ（2002年） - 製作

### OVA
- 天使のたまご（1985年） - 製作

## 出演

### 映画
- ガメラ2 レギオン襲来（1996年） - 内閣官房長官

## 関連書籍
- 『徳間康快追悼集』「徳間康快追悼集」編纂委員会、2001年。
- 佐々木崇夫『三流週刊誌編集部 -- アサヒ芸能と徳間康快の思い出』バジリコ、2006年。ISBN 4-901784-99-4。
- 金澤誠『徳間康快 -- 夢を背負って、坂道をのぼり続けた男』文化通信社、2010年9月。各関係者による評伝、後者は1980年代以降に重点を置く。
- 佐高信『メディアの怪人 徳間康快』金曜日、2012年10月／講談社（講談社+α文庫）、2016年6月。ISBN 978-4062816755